# Seutes I
Seutes I (en llatí Seuthes, en grec antic Σεύθης) era un rei odrisi de Tràcia, fill d'Esparadocos o Espardacos i nebot de Sitalces.
Va acompanyar al seu oncle a la seva expedició al Regne de Macedònia l'any 429 aC i en aquesta ocasió el rei Perdicas II el va atreure al seu bàndol, i a canvi li va prometre la seva germana Estratonice en matrimoni. Seutes va exercir influència sobre el seu oncle per retirar-se del país i a la tornada a Tràcia es va casar amb Estratonice tal com s'havia acordat, diu Tucídides.
El 424 aC va succeir al seu oncle en el tron i va portar al país al seu màxim poder i prosperitat. Les fonts conservades diuen que els seus ingressos regulars eren de 400 talents anuals, a més de les contribucions en or i plata i dels regals que rebia, que pujaven una suma gairebé igual.
Es sospita per una carta conservada que Seutes va tenir part en la mort de Sitalces, però Tucídides dona un relat diferent. L'atenenc diu que Seutes va mantenir relacions amistoses amb Atenes i que va rebre la ciutadania. Cap a l'any 415 apareix ja un altre rei de nom Amadocos I que probablement era de la línia de Sitalces.